# 寸塘口水库
寸塘口水库是中国四川省遂宁市蓬溪县境内的一座水库，位于妻江支流河边河上，建于1975年。水库正常库容为780万立方米，集雨面积为108平方千米，海拔为352.64米。